# Heartbreak City
Heartbreak City är en sång skriven av Lars Erlandsson och Fredrik Lenander, och inspelad av Brolle på albumet Rebellious Heart från 2002., samt utgiven på singel samma år, med "Short Samples" som B-sida.
Den låg även på Trackslistan i sju veckor under perioden 21 september-2 november 2002, med fjärdeplats som högsta placering.

## Listplaceringar
| Lista (2002-2003) | Topplacering |
| ----------------- | ------------ |
| Sverige           | 6            |

### Fotnoter
1. ↑  ”Rebellious heart / Brolle Jr”. Svensk mediedatabas. 28 februari 2002. http://smdb.kb.se/catalog/id/001550793. Läst 10 januari 2016.
2. ↑  ”Rebellious heart / Brolle Jr”. Svensk mediedatabas. 28 februari 2002. http://smdb.kb.se/catalog/id/001551273. Läst 10 januari 2016.
3. ↑  ”Heartbreak City / Brolle Jr”. Svensk mediedatabas. 28 februari 2002. http://smdb.kb.se/catalog/id/001551320. Läst 10 januari 2016.
4. ↑  ”Heartbreak City”. Nostalgisidan. 28 februari 2002. http://www.nostalgilistan.se/brolle-jr-768/heartbreak-city-6494. Läst 10 januari 2016.
5. ↑  ”Heartbreak City”. Swedishcharts. 28 februari 2002. http://www.swedishcharts.com/showitem.asp?interpret=Brolle+Jr&titel=Heartbreak+City&cat=s. Läst 10 januari 2016.